# 루작

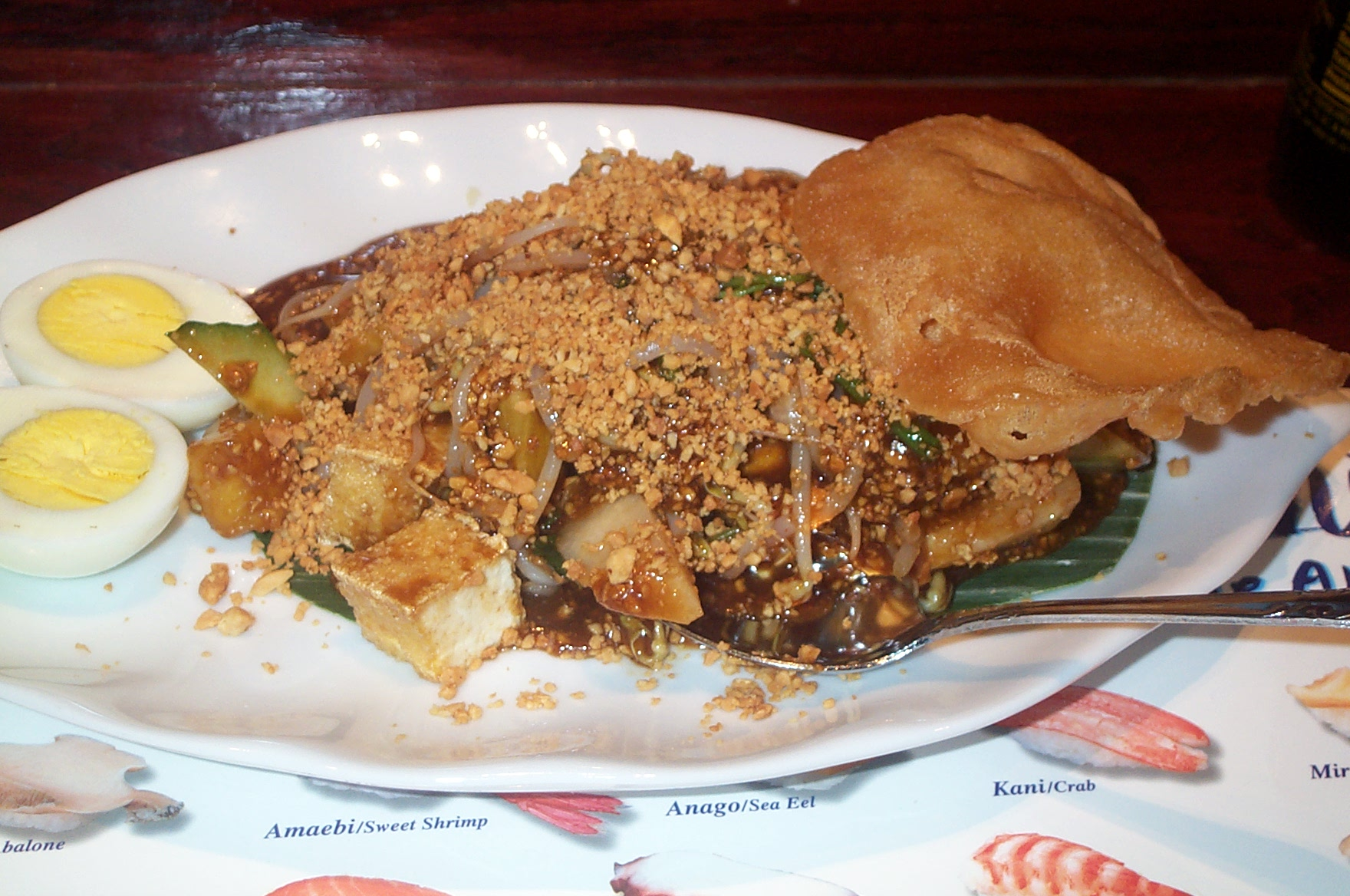
마막 로작

루작(인도네시아어: rujak) 또는 로작(말레이어: rojak)은 인도네시아, 싱가포르, 말레이시아 음식으로 말레이어로 '섞은 양념'이라는 뜻이다. 칠리와 땅콩, 새우 등을 넣어 버무려 먹는 샐러드이다.